# Grotta dell'Impiso
La grotta dell'Impiso è una grotta che si trova sul versante meridionale del promontorio del Circeo, in zona "Quarto Caldo", nel comune di San Felice Circeo, in provincia di Latina.
Così chiamata a causa della sua caratteristica stalattite che pende dal soffitto della volta, che ricorda un uomo impiccato, è accessibile solo via mare. Si trova a pochi metri a ovest dalla più celebre grotta delle Capre.